# Lista de campeões da Taça dos Campeões Europeus e Liga dos Campeões da UEFA
Esta é uma lista de campeões da Taça dos Campeões Europeus ou Liga dos Campeões da UEFA. Estabelecida em 1955, a competição está aberta aos campeões das ligas de todos os membros da UEFA (exceto o Liechtenstein, que não possui campeonato), assim como aos clubes terminando do segundo ao quarto lugar nas ligas mais fortes,
sendo que os times ingleses foram banidos da competição por cinco anos após a tragédia de Heysel em 1985.
Antes da temporada 1992–93 o torneio denominava-se Taça dos Campeões Europeus. Originalmente apenas os campeões das respectivas ligas nacionais podiam participar na competição; no entanto, isto foi alterado em 1997 para permitir que outros clubes classificados a partir do segundo lugar pudessem participar. O Real Madrid ganhou a competição inaugural na final da Taça dos Campeões Europeus de 1956.
Os vencedores da Liga dos Campeões possuem o troféu oficial até um ano depois da sua vitória, depois desse período recebem uma réplica do mesmo tamanho para sempre. Se uma equipe ganha duas vezes seguidas ou cinco vezes no total, lhe é permitido ficar com a taça do torneio, sendo que uma nova é elaborada. Até 2012, 8 equipes tiveram este privilégio: Benfica, Real Madrid, Ajax, Bayern de Munique, Milan, Internazionale de Milano, Nottingham Forest e Liverpool.
O Real Madrid detém o recorde de mais títulos, ganhando a competição quinze vezes desde o seu começo. Também foi a equipe que ganhou a competição mais vezes seguidas, com um total de cinco vitórias, de 1956 até 1960. Juventus é a equipe que mais foi derrotada em finais (7) seguida por Bayern de Munique e Benfica que foram derrotadas no final, com um total de cinco vezes. A Espanha é o país que providenciou mais vencedores, com duas equipes ganhando a competição 20 vezes. O atual campeão é o Real Madrid, que derrotou o Borussia Dortmund na final no Estádio de Wembley em Londres, no dia 1 de junho de 2024, pelo placar de 2–0 conquistando sua vaga para a Copa Intercontinental da FIFA.

## Lista de finais
| † | A partida foi vencida na prorrogação       |
| * | A partida foi vencida nos pênaltis         |
| & | A partida foi vencida em uma partida extra |

- A coluna "Edição" refere-se à temporada em que a competição foi realizada e contém ligações internas para o artigo sobre essa temporada.
- As ligações internas na coluna "Placar" apontam para o artigo sobre o jogo final daquela temporada.

| Edição          | País               | Campeão                    | Placar    | Vice-campeão                 | País               | Local                                      | Ref.   |
| --------------- | ------------------ | -------------------------- | --------- | ---------------------------- | ------------------ | ------------------------------------------ | ------ |
| 1955–56         | Espanha            | Real Madrid (1)            | 4–3       | Stade de Reims (1)           | França             | Parc des Princes, Paris, França            | [ 8 ]  |
| 1956–57         | Espanha            | Real Madrid (2)            | 2–0       | Fiorentina (1)               | Itália             | Santiago Bernabéu, Madrid, Espanha         | [ 8 ]  |
| 1957–58         | Espanha            | Real Madrid (3)            | 3–2 †     | Milan (1)                    | Itália             | Stade du Heysel, Bruxelas, Bélgica         | [ 8 ]  |
| 1958–59         | Espanha            | Real Madrid (4)            | 2–0       | Stade de Reims (2)           | França             | Neckarstadion, Estugarda, Alemanha         | [ 8 ]  |
| 1959–60         | Espanha            | Real Madrid (5)            | 7–3       | Eintracht Frankfurt (1)      | Alemanha Ocidental | Hampden Park, Glasgow, Escócia             | [ 8 ]  |
| 1960–61         | Portugal           | Benfica (1)                | 3–2       | Barcelona (1)                | Espanha            | Stadion Wankdorf, Berna, Suíça             | [ 9 ]  |
| 1961–62         | Portugal           | Benfica (2)                | 5–3       | Real Madrid (1)              | Espanha            | Olympisch Stadion, Amsterdã, Países Baixos | [ 10 ] |
| 1962–63         | Itália             | Milan (1)                  | 2–1       | Benfica (1)                  | Portugal           | Wembley Stadium, Londres, Inglaterra       | [ 11 ] |
| 1963–64         | Itália             | Internazionale (1)         | 3–1       | Real Madrid (2)              | Espanha            | Praterstadion, Viena, Áustria              | [ 12 ] |
| 1964–65         | Itália             | Internazionale (2)         | 1–0       | Benfica (2)                  | Portugal           | San Siro, Milão, Itália                    | [ 12 ] |
| 1965–66         | Espanha            | Real Madrid (6)            | 2–1       | Partizan Belgrado (1)        | Iugoslávia         | Stade du Heysel, Bruxelas, Bélgica         | [ 13 ] |
| 1966–67         | Escócia            | Celtic (1)                 | 2–1       | Internazionale (1)           | Itália             | Estádio Nacional, Lisboa, Portugal         | [ 14 ] |
| 1967–68         | Inglaterra         | Manchester United (1)      | 4–1 †     | Benfica (3)                  | Portugal           | Wembley Stadium, Londres, Inglaterra       | [ 15 ] |
| 1968–69         | Itália             | Milan (2)                  | 4–1       | Ajax (1)                     | Países Baixos      | Santiago Bernabéu, Madrid, Espanha         | [ 11 ] |
| 1969–70         | Países Baixos      | Feyenoord (1)              | 2–1 †     | Celtic (1)                   | Escócia            | San Siro, Milão, Itália                    | [ 16 ] |
| 1970–71         | Países Baixos      | Ajax (1)                   | 2–0       | Panathinaikos (1)            | Grécia             | Wembley Stadium, Londres, Inglaterra       | [ 17 ] |
| 1971–72         | Países Baixos      | Ajax (2)                   | 2–0       | Internazionale (2)           | Itália             | De Kuip, Roterdão, Países Baixos           | [ 17 ] |
| 1972–73         | Países Baixos      | Ajax (3)                   | 1–0       | Juventus (1)                 | Itália             | Stadion Rajko Mitić, Belgrado, Iugoslávia  | [ 17 ] |
| 1973–74         | Alemanha Ocidental | Bayern de Munique (1)      | 1–1 [a]   | Atlético de Madrid (1)       | Espanha            | Stade du Heysel, Bruxelas, Bélgica         | [ 18 ] |
| 1973–74         | Alemanha Ocidental | Bayern de Munique (1)      | 4–0 &     | Atlético de Madrid (1)       | Espanha            | Stade du Heysel, Bruxelas, Bélgica         | [ 18 ] |
| 1974–75         | Alemanha Ocidental | Bayern de Munique (2)      | 2–0       | Leeds United (1)             | Inglaterra         | Parc des Princes, Paris, França            | [ 19 ] |
| 1975–76         | Alemanha Ocidental | Bayern de Munique (3)      | 1–0       | Saint-Étienne (1)            | França             | Hampden Park, Glasgow, Escócia             | [ 20 ] |
| 1976–77         | Inglaterra         | Liverpool (1)              | 3–1       | Borussia Mönchengladbach (1) | Alemanha Ocidental | Stadio Olimpico, Roma, Itália              | [ 21 ] |
| 1977–78         | Inglaterra         | Liverpool (2)              | 1–0       | Brugge (1)                   | Bélgica            | Wembley Stadium, Londres, Inglaterra       | [ 22 ] |
| 1978–79         | Inglaterra         | Nottingham Forest (1)      | 1–0       | Malmö (1)                    | Suécia             | Olympiastadion, Munique, Alemanha          | [ 23 ] |
| 1979–80         | Inglaterra         | Nottingham Forest (2)      | 1–0       | Hamburgo (1)                 | Alemanha Ocidental | Santiago Bernabéu, Madrid, Espanha         | [ 24 ] |
| 1980–81         | Inglaterra         | Liverpool (3)              | 1–0       | Real Madrid (3)              | Espanha            | Parc des Princes, Paris, França            | [ 25 ] |
| 1981–82         | Inglaterra         | Aston Villa (1)            | 1–0       | Bayern de Munique (1)        | Alemanha Ocidental | De Kuip, Roterdão, Países Baixos           | [ 26 ] |
| 1982–83         | Alemanha Ocidental | Hamburgo (1)               | 1–0       | Juventus (2)                 | Itália             | Stádio Olympiakó, Atenas, Grécia           | [ 27 ] |
| 1983–84         | Inglaterra         | Liverpool (4)              | 1–1 * [b] | Roma (1)                     | Itália             | Stadio Olimpico, Roma, Itália              | [ 28 ] |
| 1984–85         | Itália             | Juventus (1)               | 1–0       | Liverpool (1)                | Inglaterra         | Stade du Heysel, Bruxelas, Bélgica         | [ 29 ] |
| 1985–86         | Roménia            | Steaua Bucareste (1)       | 0–0 * [c] | Barcelona (2)                | Espanha            | Ramón Sánchez Pizjuán, Sevilha, Espanha    | [ 30 ] |
| 1986–87         | Portugal           | Porto (1)                  | 2–1       | Bayern de Munique (2)        | Alemanha Ocidental | Praterstadion, Viena, Áustria              | [ 31 ] |
| 1987–88         | Países Baixos      | PSV Eindhoven (1)          | 0–0 * [d] | Benfica (4)                  | Portugal           | Neckarstadion, Estugarda, Alemanha         | [ 32 ] |
| 1988–89         | Itália             | Milan (3)                  | 4–0       | Steaua Bucareste (1)         | Roménia            | Camp Nou, Barcelona, Espanha               | [ 33 ] |
| 1989–90         | Itália             | Milan (4)                  | 1–0       | Benfica (5)                  | Portugal           | Praterstadion, Viena, Áustria              | [ 33 ] |
| 1990–91         | Iugoslávia         | Estrela Vermelha (1)       | 0–0 * [e] | Olympique de Marseille (1)   | França             | Stadio San Nicola, Bari, Itália            | [ 34 ] |
| 1991–92         | Espanha            | Barcelona (1)              | 1–0 †     | Sampdoria (1)                | Itália             | Wembley Stadium, Londres, Inglaterra       | [ 35 ] |
| 1992–93         | França             | Olympique de Marseille (1) | 1–0       | Milan (2)                    | Itália             | Olympiastadion, Munique, Alemanha          | [ 36 ] |
| 1993–94         | Itália             | Milan (5)                  | 4–0       | Barcelona (3)                | Espanha            | Stádio Olympiakó, Atenas, Grécia           | [ 37 ] |
| 1994–95         | Países Baixos      | Ajax (4)                   | 1–0       | Milan (3)                    | Itália             | Ernst-Happel-Stadion, Viena, Áustria       | [ 38 ] |
| 1995–96         | Itália             | Juventus (2)               | 1–1 * [f] | Ajax (2)                     | Países Baixos      | Stadio Olimpico, Roma, Itália              | [ 39 ] |
| 1996–97         | Alemanha           | Borussia Dortmund (1)      | 3–1       | Juventus (3)                 | Itália             | Olympiastadion, Munique, Alemanha          | [ 40 ] |
| 1997–98         | Espanha            | Real Madrid (7)            | 1–0       | Juventus (4)                 | Itália             | Amsterdam Arena, Amsterdã, Países Baixos   | [ 41 ] |
| 1998–99         | Inglaterra         | Manchester United (2)      | 2–1       | Bayern de Munique (3)        | Alemanha           | Camp Nou, Barcelona, Espanha               | [ 42 ] |
| 1999–00         | Espanha            | Real Madrid (8)            | 3–0       | Valencia (1)                 | Espanha            | Stade de France, Paris, França             | [ 43 ] |
| 2000–01         | Alemanha           | Bayern de Munique (4)      | 1–1 * [g] | Valencia (2)                 | Espanha            | San Siro, Milão, Itália                    | [ 44 ] |
| 2001–02         | Espanha            | Real Madrid (9)            | 2–1       | Bayer Leverkusen (1)         | Alemanha           | Hampden Park, Glasgow, Escócia             | [ 45 ] |
| 2002–03         | Itália             | Milan (6)                  | 0–0 * [h] | Juventus (5)                 | Itália             | Old Trafford, Manchester, Inglaterra       | [ 46 ] |
| 2003–04         | Portugal           | Porto (2)                  | 3–0       | Monaco (1)                   | França             | Arena AufSchalke, Gelsenkirchen, Alemanha  | [ 47 ] |
| 2004–05         | Inglaterra         | Liverpool (5)              | 3–3 * [i] | Milan (4)                    | Itália             | Atatürk Olimpiyat Stadı, Istambul, Turquia | [ 48 ] |
| 2005–06         | Espanha            | Barcelona (2)              | 2–1       | Arsenal (1)                  | Inglaterra         | Stade de France, Paris, França             | [ 49 ] |
| 2006–07         | Itália             | Milan (7)                  | 2–1       | Liverpool (2)                | Inglaterra         | Stádio Olympiakó, Atenas, Grécia           | [ 50 ] |
| 2007–08         | Inglaterra         | Manchester United (3)      | 1–1 * [j] | Chelsea (1)                  | Inglaterra         | Stadion Luzhniki, Moscou, Rússia           | [ 51 ] |
| 2008–09         | Espanha            | Barcelona (3)              | 2–0       | Manchester United (1)        | Inglaterra         | Stadio Olimpico, Roma, Itália              | [ 52 ] |
| 2009–10         | Itália             | Internazionale (3)         | 2–0       | Bayern de Munique (4)        | Alemanha           | Santiago Bernabéu, Madrid, Espanha         | [ 53 ] |
| 2010–11         | Espanha            | Barcelona (4)              | 3–1       | Manchester United (2)        | Inglaterra         | Wembley Stadium, Londres, Inglaterra       | [ 54 ] |
| 2011–12         | Inglaterra         | Chelsea (1)                | 1–1 * [k] | Bayern de Munique (5)        | Alemanha           | Allianz Arena, Munique, Alemanha           | [ 55 ] |
| 2012–13         | Alemanha           | Bayern de Munique (5)      | 2–1       | Borussia Dortmund (1)        | Alemanha           | Wembley Stadium, Londres, Inglaterra       | [ 56 ] |
| 2013–14         | Espanha            | Real Madrid (10)           | 4–1 †     | Atlético de Madrid (2)       | Espanha            | Estádio da Luz, Lisboa, Portugal           | [ 57 ] |
| 2014–15         | Espanha            | Barcelona (5)              | 3–1       | Juventus (6)                 | Itália             | Olympiastadion, Berlim, Alemanha           | [ 58 ] |
| 2015–16         | Espanha            | Real Madrid (11)           | 1–1 * [l] | Atlético de Madrid (3)       | Espanha            | San Siro, Milão, Itália                    | [ 59 ] |
| 2016–17         | Espanha            | Real Madrid (12)           | 4–1       | Juventus (7)                 | Itália             | Stadiwm y Mileniwm, Cardiff, País de Gales | [ 60 ] |
| 2017–18         | Espanha            | Real Madrid (13)           | 3–1       | Liverpool (3)                | Inglaterra         | NSK Olimpiyskiy, Kiev, Ucrânia             | [ 61 ] |
| 2018–19         | Inglaterra         | Liverpool (6)              | 2–0       | Tottenham (1)                | Inglaterra         | Estadio Metropolitano, Madrid, Espanha     | [ 62 ] |
| 2019–20         | Alemanha           | Bayern de Munique (6)      | 1–0       | Paris Saint-Germain (1)      | França             | Estádio da Luz, Lisboa, Portugal           | [ 63 ] |
| 2020–21         | Inglaterra         | Chelsea (2)                | 1–0       | Manchester City (1)          | Inglaterra         | Estádio do Dragão, Porto, Portugal         | [ 64 ] |
| 2021–22         | Espanha            | Real Madrid (14)           | 1–0       | Liverpool (4)                | Inglaterra         | Stade de France, Paris, França             | [ 65 ] |
| 2022–23         | Inglaterra         | Manchester City (1)        | 1–0       | Internazionale (3)           | Itália             | Atatürk Olimpiyat Stadı, Istambul, Turquia | [ 66 ] |
| 2023–24         | Espanha            | Real Madrid (15)           | 2–0       | Borussia Dortmund (2)        | Alemanha           | Wembley Stadium, Londres, Inglaterra       | [ 67 ] |
| 2024–25         | França             | Paris Saint-Germain (1)    | 5–0       | Internazionale (4)           | Itália             | Allianz Arena, Munique, Alemanha           | [ 68 ] |
| Próximas finais |                    |                            |           |                              |                    |                                            |        |
| Edição          | País               | Campeão                    | Placar    | Vice-campeão                 | País               | Local                                      | Ref.   |
| 2025–26         |                    |                            | –         |                              |                    | Puskás Aréna, Budapeste, Hungria           |        |

## Resultados por clube

### Por equipe
| Clube                    | Títulos | Anos | Vices             | Anos                                                           | Aprov. |
| ------------------------ | ------- | --- | ----------------- | -------------------------------------------------------------- | ------ |
| Real Madrid              | 15      | 1955–56, 1956–57, 1957–58, 1958–59, 1959–60, 1965–66, 1997–98, 1999–00, 2001–02, 2013–14, 2015–16, 2016–17, 2017–18, 2021–22 e 2023–24 | 3                 | 1961–62, 1963–64 e 1980–81                                     | 83,33% |
| Milan                    | 7       | 1962–63, 1968–69, 1988–89, 1989–90, 1993–94, 2002–03 e 2006–07                                                                         | 4                 | 1957–58, 1992–93, 1994–95 e 2004–05                            | 63,6%  |
| Bayern de Munique        | 6       | 1973–74, 1974–75, 1975–76, 2000–01, 2012–13 e 2019–20                                                                                  | 5                 | 1981–82, 1986–87, 1998–99, 2009–10 e 2011–12                   | 54,54% |
| Liverpool                | 6       | 1976–77, 1977–78, 1980–81, 1983–84, 2004–05 e 2018–19                                                                                  | 4                 | 1984–85, 2006–07, 2017–18 e 2021–22                            | 66,7%  |
| Barcelona                | 5       | 1991–92, 2005–06, 2008–09, 2010–11 e 2014–15                                                                                           | 3                 | 1960–61, 1985–86 e 1993–94                                     | 62,5%  |
| Ajax                     | 4       | 1970–71, 1971–72, 1972–73 e 1994–95 | 2                 | 1968–69 e 1995–96                                              | 66,6%  |
| Internazionale           | 3       | 1963–64, 1964–65 e 2009–10 | 4                 | 1966–67, 1971–72, 2022-23 e 2024–25                            | 42,8%  |
| Manchester United        | 3       | 1967–68, 1998–99 e 2007–08 | 2                 | 2008–09 e 2010–11                                              | 60%    |
| Juventus                 | 2       | 1984–85 e 1995–96 | 7                 | 1972–73, 1982–83, 1996–97, 1997–98, 2002–03, 2014–15 e 2016–17 | 22,2%  |
| Benfica                  | 2       | 1960–61 e 1961–62 | 5                 | 1962–63, 1964–65, 1967–68, 1987–88 e 1989–90                   | 28,6%  |
| Chelsea                  | 2       | 2011-12 e 2020-21 | 1                 | 2007–08                                                        | 66,6%  |
| Nottingham Forest        | 2       | 1978–79 e 1979–80 | 0                 |                                                                | 100%   |
| Porto                    | 2       | 1986–87 e 2003–04 | 0                 |                                                                | 100%   |
| Borussia Dortmund        | 1       | 1996–97 | 2                 | 2012–13 e 2023–24                                              | 33,33% |
| Celtic                   | 1       | 1966–67 | 1                 | 1969-70                                                        | 50%    |
| Hamburgo                 | 1       | 1982–83 | 1                 | 1979–80                                                        | 50%    |
| Steaua Bucareste         | 1       | 1985–86 | 1                 | 1988–89                                                        | 50%    |
| Olympique de Marseille   | 1       | 1992–93 | 1                 | 1990–91                                                        | 50%    |
| Manchester City          | 1       | 2022–23 | 1                 | 2020–21                                                        | 50%    |
| Paris Saint-Germain      | 1       | 2024–25 | 1                 | 2019–20                                                        | 50%    |
| Feyenoord                | 1       | 1969–70 | 0                 |                                                                | 100%   |
| Aston Villa              | 1       | 1981–82 | 0                 |                                                                | 100%   |
| PSV Eindhoven            | 1       | 1987–88 | 0                 |                                                                | 100%   |
| Estrela Vermelha         | 1       | 1990–91 | 0                 |                                                                | 100%   |
| Atlético de Madrid       | 0       | | 3                 | 1973–74, 2013–14 e 2015–16                                     | 0%     |
| Stade de Reims           | 0       | 2 | 1955–56 e 1958–59 |                                                                | 0%     |
| Valencia                 | 0       | 2 | 1999-00 e 2000–01 |                                                                | 0%     |
| Fiorentina               | 0       | 1 | 1956–57           |                                                                | 0%     |
| Eintracht Frankfurt      | 0       | 1 | 1959–60           |                                                                | 0%     |
| Partizan Belgrado        | 0       | 1 | 1965–66           |                                                                | 0%     |
| Panathinaikos            | 0       | 1 | 1970–71           |                                                                | 0%     |
| Leeds United             | 0       | 1 | 1974–75           |                                                                | 0%     |
| Saint Etienne            | 0       | 1 | 1975–76           |                                                                | 0%     |
| Borussia Mönchengladbach | 0       | 1 | 1976–77           |                                                                | 0%     |
| Brugge                   | 0       | 1 | 1977–78           |                                                                | 0%     |
| Malmö                    | 0       | 1 | 1978–79           |                                                                | 0%     |
| Roma                     | 0       | 1 | 1983–84           |                                                                | 0%     |
| Sampdoria                | 0       | 1 | 1991–92           |                                                                | 0%     |
| Bayer Leverkusen         | 0       | 1 | 2001–02           |                                                                | 0%     |
| Monaco                   | 0       | 1 | 2003–04           |                                                                | 0%     |
| Arsenal                  | 0       | 1 | 2005–06           |                                                                | 0%     |
| Tottenham                | 0       | 1 | 2018–19           |                                                                | 0%     |

 Campeão Invicto

## Resultados por país
| País          | Títulos | Vices | Clube(s) Campeões | Aprov. |
| ------------- | ------- | ----- | ----------------- | ------ |
| Espanha       | 20      | 11    | 2                 | 64,51% |
| Inglaterra    | 15      | 10    | 6                 | 60%    |
| Itália        | 12      | 18    | 3                 | 40%    |
| Alemanha      | 8       | 11    | 3                 | 42,10% |
| Países Baixos | 6       | 2     | 3                 | 75%    |
| Portugal      | 4       | 5     | 2                 | 44,4%  |
| França        | 2       | 6     | 2                 | 25%    |
| Escócia       | 1       | 1     | 1                 | 50%    |
| Roménia       | 1       | 1     | 1                 | 50%    |
| Sérvia        | 1       | 1     | 1                 | 50%    |
| Bélgica       | 0       | 1     | 0                 | 0%     |
| Grécia        | 0       | 1     | 0                 | 0%     |
| Suécia        | 0       | 1     | 0                 | 0%     |